# Liste der denkmalgeschützten Objekte in Turčianske Teplice
Die Liste der denkmalgeschützten Objekte in Turčianske Teplice enthält die 13 nach slowakischen Denkmalschutzvorschriften geschützten Objekte in der Gemeinde Turčianske Teplice im Okres Turčianske Teplice.

## Denkmäler
| Foto |                 | Denkmal / č. ÚZPF                         | Standort / Konskr. Nr.                                           | Offizielle Beschreibung                        | Beschreibung                                                    | Metadaten                                                              |
| ---- | --------------- | ----------------------------------------- | ---------------------------------------------------------------- | ---------------------------------------------- | --------------------------------------------------------------- | ---------------------------------------------------------------------- |
| BW   | Datei hochladen | Glockenturm(sk) ObjektID: 509-538/0       | Matičná ul. Standort KG: Diviaky Konskr.Nr.:                     | murovaná                                       | Ziegel                                                          | č. NKP: 509-538/0 Stand des NKP: 2012-02-08 Name: ZVONICA              |
| ja   | Datei hochladen | Schloss(sk) ObjektID: 509-539/1           | Matičná ul. 23 Standort KG: Diviaky Konskr.Nr.: 1092             | solitér;Platthyovský kaštieľ                   | Herrenhaus Platthy                                              | č. NKP: 509-539/1 Stand des NKP: 2012-02-08 Name: KAŠTIEĽ              |
| BW   | Datei hochladen | Park(sk) ObjektID: 509-539/2              | Matičná ul. 23 Standort KG: Diviaky Konskr.Nr.:                  |                                                |                                                                 | č. NKP: 509-539/2 Stand des NKP: 2012-02-08 Name: PARK                 |
| ja   | Datei hochladen | Schloss(sk) ObjektID: 509-540/1           | Prievidzská ul. 26 Standort KG: Diviaky Konskr.Nr.: 1179         | solitér                                        |                                                                 | č. NKP: 509-540/1 Stand des NKP: 2012-02-08 Name: KAŠTIEĽ              |
| ja   | Datei hochladen | Park(sk) ObjektID: 509-540/2              | Prievidzská ul. 0 Standort KG: Diviaky Konskr.Nr.:               |                                                |                                                                 | č. NKP: 509-540/2 Stand des NKP: 2012-02-08 Name: PARK                 |
| ja   | Datei hochladen | Kirche(sk) ObjektID: 509-550/0            | SNP ul. 46 Standort KG: Dolná Štubňa Konskr.Nr.: 177             | r.k.sv.Anny;filiálny kostol                    | römisch-katholische Filialkirche St. Anna                       | č. NKP: 509-550/0 Stand des NKP: 2012-02-08 Name: KOSTOL               |
| BW   | Datei hochladen | Denkmal(sk) ObjektID: 509-688/0           | 0 Standort KG: Turčianske Teplice Konskr.Nr.:                    | padlí a obete v SNP-115;Padlí a obete represií | für die Gefallenen und Opfer der Repression im Nationalaufstand | č. NKP: 509-688/0 Stand des NKP: 2012-02-08 Name: POMNÍK               |
| ja   | Datei hochladen | Waisenhauskapelle(sk) ObjektID: 509-635/0 | 9.mája ul. 1 Standort KG: Turčianske Teplice Konskr.Nr.: 427     | sv.Jána Nepomuckého;katolícka fara s kaplnkou  | St. Johannes Nepomuk, katholische Pfarrei und Kapelle           | č. NKP: 509-635/0 Stand des NKP: 2012-02-08 Name: SIROTINEC S KAPLNKOU |
| BW   | Datei hochladen | Gedenkvilla(sk) ObjektID: 509-3237/1      | Kollárova ul. 74 Standort KG: Turčianske Teplice Konskr.Nr.: 720 | Galanda M.;Galéria M.Galandu                   | für Mikuláš Galanda (1895–1938) Maler, Galerie M.Galandu        | č. NKP: 509-3237/1 Stand des NKP: 2012-02-08 Name: VILA PAMÄTNÁ        |
| BW   | Datei hochladen | Gedenktafel(sk) ObjektID: 509-3237/2      | Kollárova ul. 74 Standort KG: Turčianske Teplice Konskr.Nr.: 720 | Galanda Mikuláš;1895-1938,výtvarník            | für Mikuláš Galanda, Künstler                                   | č. NKP: 509-3237/2 Stand des NKP: 2012-02-08 Name: TABUĽA PAMÄTNÁ      |
| ja   | Datei hochladen | Badehaus(sk) ObjektID: 509-634/1          | SNP ul. 85 Standort KG: Turčianske Teplice Konskr.Nr.: 590       | chodbový;Modrý kúpeľ                           | Blaues Bad                                                      | č. NKP: 509-634/1 Stand des NKP: 2012-02-08 Name: DOM KÚPEĽNÝ          |
| ja   | Datei hochladen | Park(sk) ObjektID: 509-634/2              | SNP ul. Standort KG: Turčianske Teplice Konskr.Nr.:              | Kúpeľný park                                   |                                                                 | č. NKP: 509-634/2 Stand des NKP: 2012-02-08 Name: PARK                 |
| BW   | Datei hochladen | Kirche(sk) ObjektID: 509-633/0            | SNP ul. 176 Standort KG: Turčiansky Michal Konskr.Nr.: 1364      | r.k.sv.Michala;farský kostol sv.Michala        | römisch-katholische Pfarrkirche St. Michael                     | č. NKP: 509-633/0 Stand des NKP: 2012-02-08 Name: KOSTOL               |

## Legende
Die Tabelle enthält im Einzelnen folgende Informationen:
| Foto:                    | Fotografie des Denkmals. |
| Denkmal / č. ÚZPF:       | Die Übersetzung der Bezeichnung des Denkmals, wie sie vom Slowakischen Denkmalamt (Pamiatkový úrad Slovenskej republiky) verwendet wird. Die Originalbezeichnung ist unter dem Fragezeichen angegeben. Fehlt die Übersetzung, so wird die Originalbezeichnung direkt angezeigt. Weiters ist die Objekt-Identifikationsnummer (Objekt ID) angeführt. Sie ist die offizielle, in der Slowakei eindeutige Nummer č. ÚZPF inklusive der zugehörigen Zählnummer, wie sie in den Daten des Denkmalamtes angegeben wird. Da diese nur innerhalb eines Landkreises gezählt wird, ist dessen Nummer der Denkmalnummer vorangestellt. |
| Standort:                | Wenn in der Liste vorhanden, ist die Adresse angegeben. In Klammern kann sich noch eine zusätzliche Adresse befinden, wenn es beispielsweise ein Eckhaus ist. Bei freistehenden Objekten ohne Adresse (zum Beispiel bei Bildstöcken) ist eine Adresse angegeben, die in der Nähe des Objekts liegt. Durch Aufruf des Links Standort wird die Lage des Denkmals in verschiedenen Kartenprojekten angezeigt. Darunter sind die Katastralgemeinde (KG) und, wenn vorhanden, die Konskriptionsnummer (Konskr. Nr.) angegeben.                                                                                                   |
| Offizielle Beschreibung: | Es ist die Kurzbeschreibung auf Slowakisch, wie sie in den offiziellen Listen angegeben ist, eingetragen. |
| Beschreibung:            | Kurze Angaben zum Denkmal auf Deutsch. |
| Metadaten:               | Zusätzlich werden, wenn in den persönlichen Einstellungen das Helferlein Dauerhaftes Einblenden von Metadaten aktiviert ist, ebensolche angezeigt. |

- Karte mit allen Koordinaten:
- OSM |
- WikiMap